# Кнобельсдорф, Евстахий
Евстахий Кнобельсдорф (Eustachius von Knobelsdorff; 14 марта 1519, Лидзбарк-Варминьски — 11 июня 1571, Вроцлав) — немецкий поэт, писал на латинском языке.
Был генеральным официалом вроцлавского (бреславльского) епископа. Опубликовал: «Ad I. Dantiscum Lovanii descriptio» (1542); «Rev. D. L Dantisci epicedium» (Данциг, 1548); «Ad Tiedemanum Gisium Episc. Culm. Lutetiae Parisiorum descriptio» (П., 1544—1591); «Divi Poloniae Regis Sigismundi I Epicedium» (Краков, 1548).